# Хайдушка чаршия
Хайдушката чаршия (на македонска литературна норма: Ајдучка чаршија) е търговска и културно-историческа част на град Кратово, Северна Македония.
Обявена е за защитен паметник на културното наследство на Северна Македония.

## Местоположение
Чаршията е разположена на левия бряг на Кратовската река. С десния бряг я свързват Чаршийският и Гровчанският мост.

## История
През 2014 година община Кратово и Министерството на културата обновяват 5 от дюкяните на чаршията в рамките на проект за възстановяването ѝ.